# 真壁高幹
真壁 高幹（まかべ たかもと）は、鎌倉時代後期から南北朝時代にかけての常陸の武将。

## 生涯
高幹の名乗りは北条高時の偏諱を受けたものと考えられている。南北朝時代では北朝に属して転戦し、康永3年/興国5年（1344年）7月に足利尊氏から常陸真壁郡など9カ所の地頭職を軍功として宛がわれた。文和2年/正平8年（1353年）7月、尊氏の上洛に従って供奉した。翌年に死去。享年56。
高幹の時代の真壁氏の系図は混乱して後世の創作を含んでいる可能性が高く、高幹の没後に庶流である美濃真壁氏（真壁政幹及び孫の広幹）が東国に復帰して常陸真壁氏の惣領家から宗家の地位を奪ったとする説が有力である。高幹の出自についても幹重の嫡子とする系図の主張を認める立場と（惣領家に近い）常陸真壁氏庶流の出自で幹重との親子関係はないとする立場に分かれている。

## 系譜
- 父：真壁幹重（否定説あり）
- 母：不詳
- 妻：不詳
  - 男子：真壁貞幹
  - 男子：真壁政幹（否定説あり）
  - 男子：真壁幹常